# Солфорд Тауншип (округ Монтгомері, Пенсільванія)
Солфорд Тауншип (англ. Salford Township) — селище (англ. township) в США, в окрузі Монтгомері штату Пенсільванія. Населення — 3035 осіб (2020).

## Демографія
Згідно з переписом 2010 року, у селищі мешкали 2504 особи в 888 домогосподарствах у складі 721 родини. Було 923 помешкання
Расовий склад населення:
| - 96,8 % — білих - 1,0 % — азіатів - 0,8 % — чорних або афроамериканців - 0,2 % — корінних американців |

До двох чи більше рас належало 0,7 %. Частка іспаномовних становила 1,3 % від усіх жителів.
За віковим діапазоном населення розподілялося таким чином: 23,7 % — особи молодші 18 років, 62,6 % — особи у віці 18—64 років, 13,7 % — особи у віці 65 років та старші. Медіана віку мешканця становила 44,9 року. На 100 осіб жіночої статі у селищі припадало 108,3 чоловіків;  на 100 жінок у віці від 18 років та старших — 104,1 чоловіків також старших 18 років.
Середній дохід на одне домашнє господарство  становив 102 441 долар США (медіана — 85 455), а середній дохід на одну сім'ю — 113 939 доларів (медіана — 98 333). Медіана доходів становила 72 250 доларів для чоловіків та 39 583 долари для жінок. За межею бідності перебувало 2,5 % осіб, у тому числі 2,7 % дітей у віці до 18 років та 1,6 % осіб у віці 65 років та старших.
Цивільне працевлаштоване населення становило 1483 особи. Основні галузі зайнятості: освіта, охорона здоров'я та соціальна допомога — 26,2 %, роздрібна торгівля — 12,5 %, виробництво — 12,3 %.